# کلوشینو
کلوشینو (به روسی: Клушино) نام روستایی از توابع شهر گاگارین در استان اسمولنسک در کشور روسیه است. جمعیت کلوشینو در حدود ۴۰۰ نفر است. این روستا زادگاه یوری گاگارین نخستین فضانورد جهان است.

## کلوشینو در تاریخ
- در ۱۸ اسفند ۱۳۱۲ (۹ مارس ۱۹۳۴ میلادی)، یوری گاگارین در کلوشینو به دنیا آمد.
- در روزهای ۲۳ و ۲۴ ژوئن ۱۶۱۰ میلادی، نبرد سنگینی بین نیروهای لهستانی و روسی در این روستا رخ داد که با شکست نیروهای روسی خاتمه یافت. پس از این شکست، روستای کلوشینو مورد غارت و چپاول نیروهای فاتح قرار گرفت.

## دیدنی‌ها
در روستای کلوشینو موزه‌ای در مورد یوری گاگارین و خانواده‌اش قرار دارد.

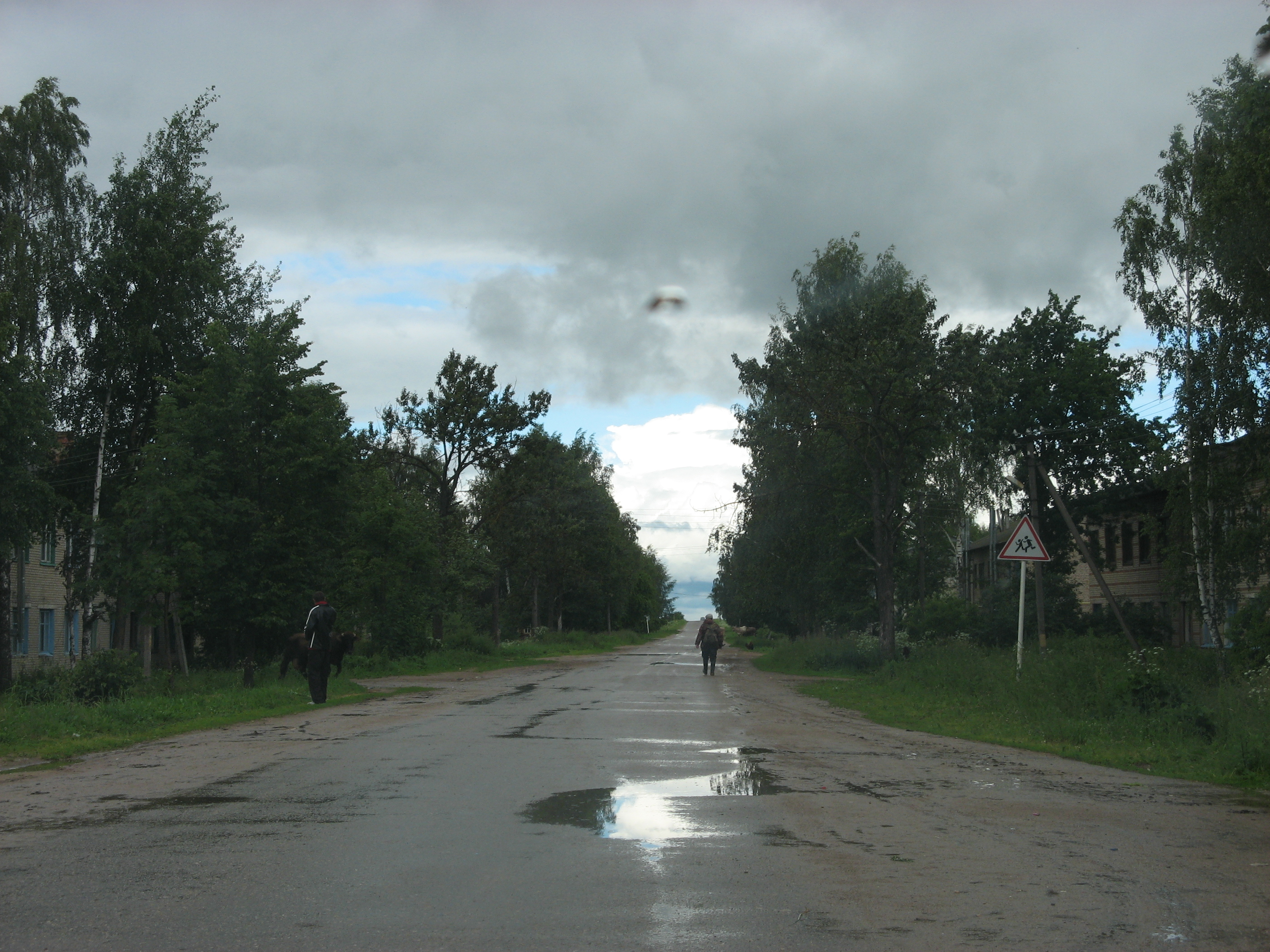
خیابانی در کلوشینو
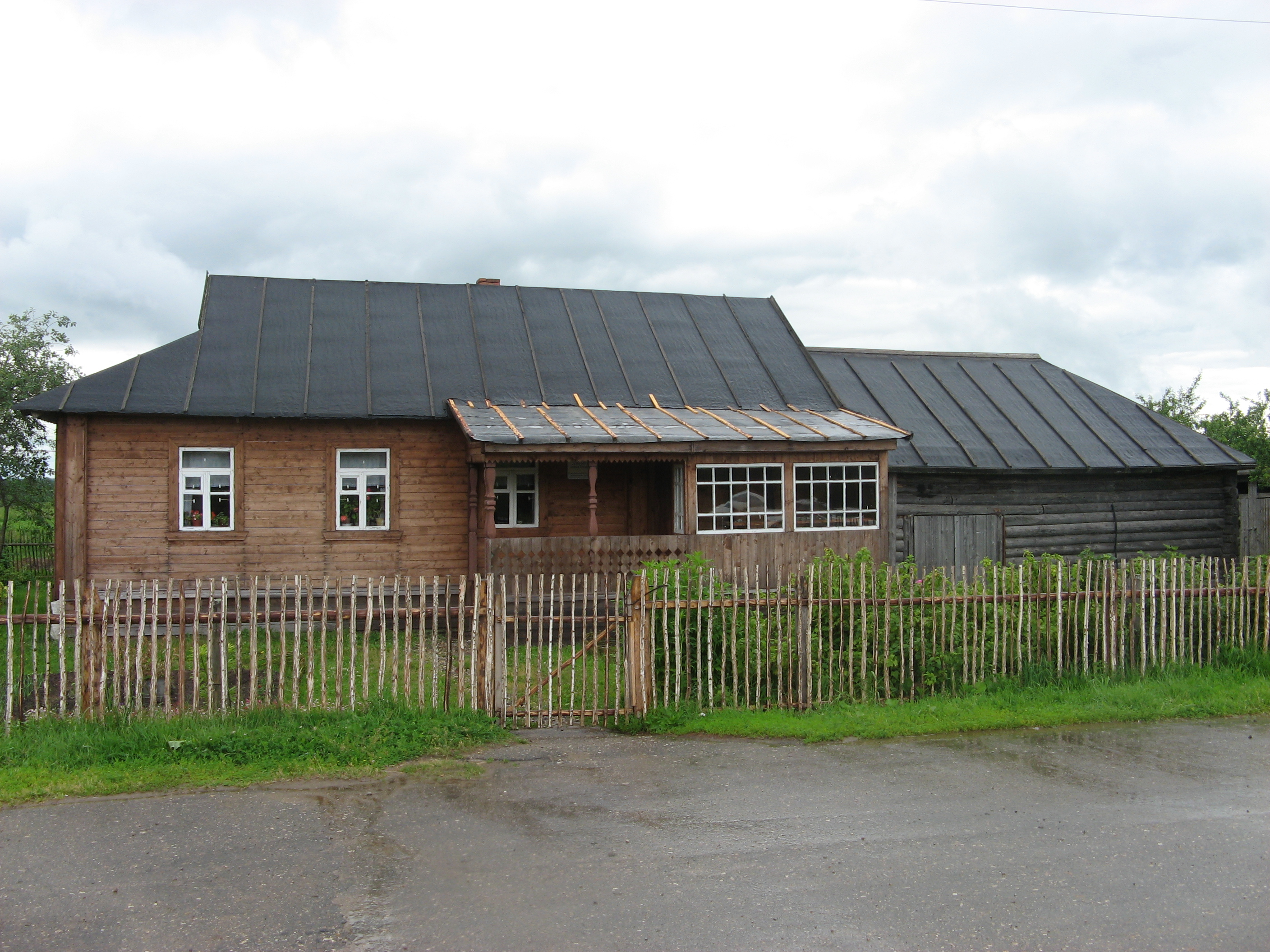
نمایی از خانهٔ پدری یوری گاگارین که اکنون به موزه تبدیل شده است.
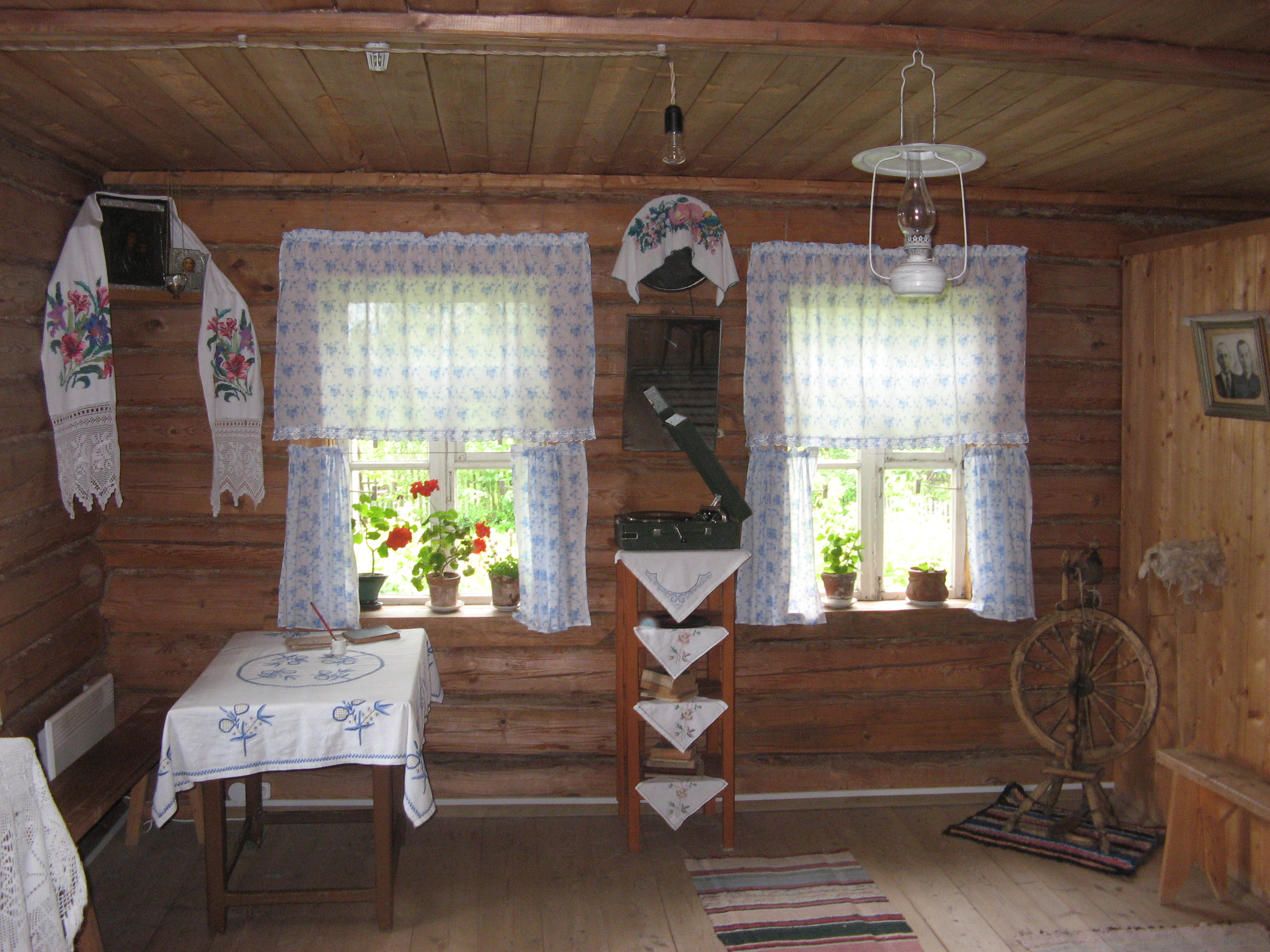
نمایی از درون خانهٔ پدری یوری گاگارین
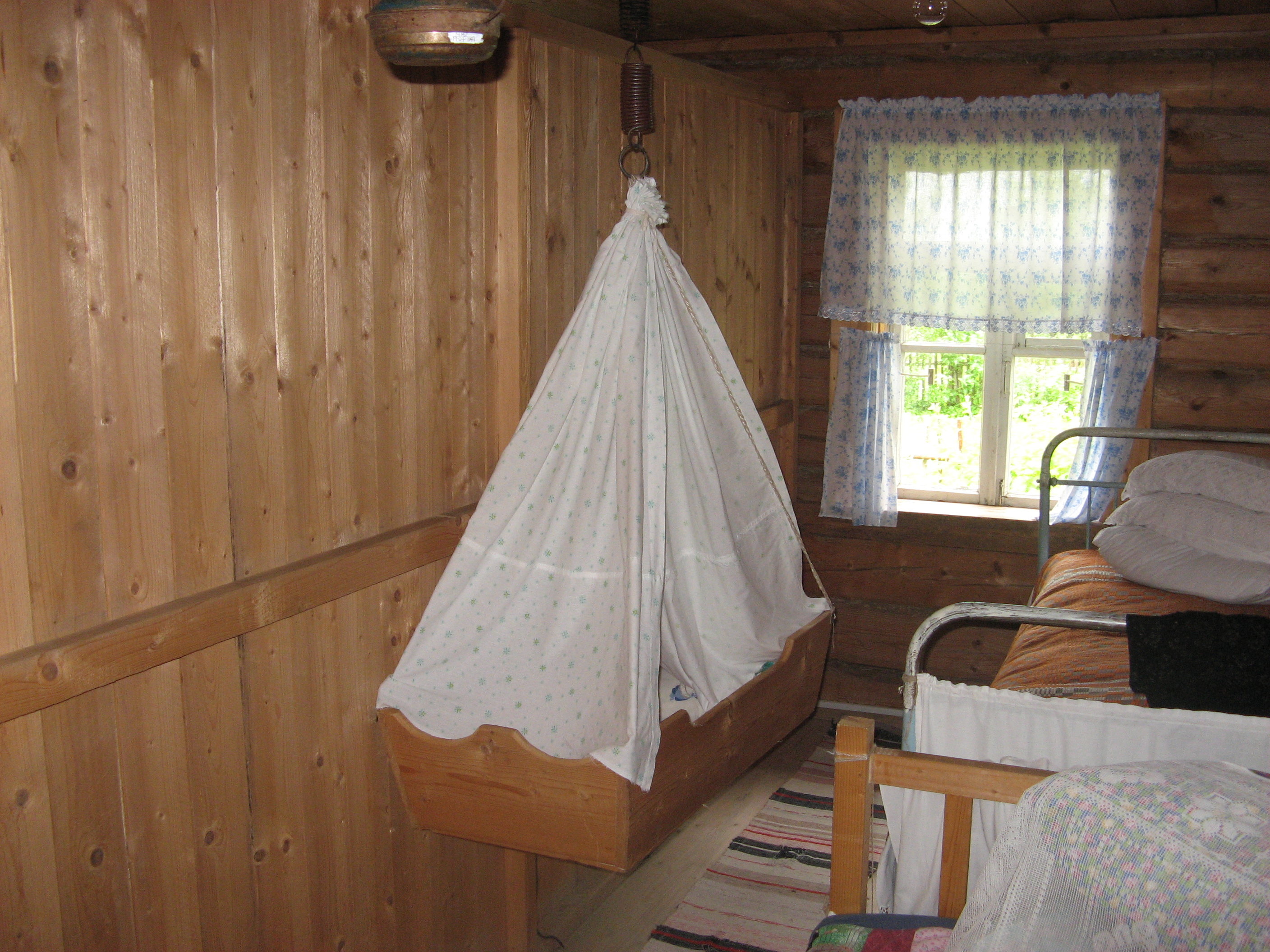
نمایی از درون خانهٔ پدری یوری گاگارین